# 刺客任務：密約浮影
《杀手：契约》是由IO Interactive开发、Eidos Interactive发行的一款秘密潜入游戏，于2004年4月20日分别在Microsoft Windows、 PlayStation 2和Xbox平台上发布。
本作是杀手系列的第三部作品，针对《杀手：代号47》的内容进行了全面重制。游戏将《杀手2：沉默刺客》中新增的游戏元素引入到其前作的任务中，同时提升了游戏画质。此外，游戏中也包含了数个全新的任务关卡，并以闪回的形式出现在剧情中，进一步补充了杀手47的过往经历。

## 游戏系统
在《杀手：契约》中，玩家将继续以第三人称视角操控杀手47，前往世界各地暗杀指定目标。本作极大丰富了武器库，从厨刀、手枪到冲锋枪、重型机枪应有尽有。游戏鼓励通过伪装潜行完成任务，同时也允许玩家使用暴力手段。而玩家在先前关卡中收集的武器，也能在之后的任务里使用。除去简单的枪杀、勒死等手段，玩家也可以使用更加隐秘的方式达成目标，例如下毒或制造意外事故。
本作引进了评分系统，基于玩家的表现，每关关底都会给出不同的评价：从最低等级的“杀人狂”（Mass Murderer）到最高等级的“沉默刺客”（Silent Assassin）。其主要评分标准包括开枪次数，非目标NPC击杀个数，以及惊扰警卫的时间长度。
“情景互动”（Context Sensitive）和“怀疑度”（Suspicion Meter）系统也在本作悉数回归。前者能够让同一按键在不同场景中发挥不同作用。
例如，当玩家操作47靠近门时，可以依据具体情况选择透过锁孔窥视、开锁或者直接开门。如若玩家击倒一名NPC，也可以选择更换伪装或拖行尸体。
“怀疑度”系统则会提醒玩家自身伪装的暴露程度。诸如过度靠近警卫人员，室内狂奔，掏出武器，停留管制区域等行为都会提高怀疑度。一旦怀疑度满，警卫将会攻击玩家，当前伪装也会失去作用。此外，如果警卫发现尸体，或者被击晕者醒来，“怀疑度”将显著上升。
伪装可以在各种场景中以及男性NPC身上获取，不同等级的伪装能够进入的区域也有所不同。当然，如果玩家做出与自身伪装不相符的行为（例如撬锁），抑或配备不一致的装备（像是作为警卫而没有携带制式武器），警卫们依然能够看穿玩家的伪装。

## 游戏剧情
故事发生在前作《杀手2：沉默刺客》一年后，47被其雇主国际契约情报局（International Contract Agency）派往巴黎执行一项任务，却因遭枪击而身负重伤。回到酒店房间后，过往的回忆依次在47眼前浮现：从杀死他的创造者奥特迈耶博士（Dr. Ort-Meyer）并逃离罗马尼亚特种部队的追捕开始，47回想起了这些年里他曾执行过的诸多契约：绑架犯，黑市商人，腐败贵族，飞车党，以及四位奥特迈耶博士的昔日盟友。
在此期间，一名ICA的医生及时赶来，在47失血过多前给他做了手术。但与此同时，法国国家宪兵干预组（GIGN）的人员突袭了酒店，意在捉拿47。医生不得不紧急撤离，留下了刚恢复体力的47。在摆脱搜捕的过程中，47记起了正在执行的契约内容：他需要处理三个牵涉东欧地区儿童卖淫团伙的目标。其中两个已经消灭，但在解决第三个目标，即贪腐的GIGN官员阿尔伯特·富尼耶（Albert Fournier）时，后者却早已预料到了47的出现，47因而在行刺时负伤。
成功逃离酒店后，47决意继续完成先前的契约。他在街上找到并解决了富尼耶，随后赶往夏尔·戴高乐机场。在离开法国的飞机上，47重新见到了他的联络人戴安娜·伯恩伍德（Diana Burnwood）。戴安娜证实了47关于本次契约泄密的猜测，并表明这与正在袭击ICA的是同一伙人。47同意伸出援手，随即获悉了一个名为Franchise的组织，其目标在于瓦解ICA，进而控制全球政府。

## 开发

### 原声带
| 評論得分      | 評論得分 |
| 來源          | 評分     |
| ------------- | -------- |
| SoundtrackNet | [ 10 ]   |

《杀手：契约原声带》由加斯帕·基德创作，并于2004年6月发布。基德像往常一样采用拉丁语合唱的形式编排配乐，但这次它们经由大量选录后被重新混入阴暗的电子声景。基德对此的解释是：“首先来讲，这次配乐的风格会比先前更加阴暗。《杀手2：沉默刺客》就是那种遍及全球的宏大故事，这部作品中尽管也有不同的场景，但故事其实不算宏大。它更像是许多阴暗的心理小故事集合在一起，所以配乐也就基于杀手和他生涯的阴暗面来创作。”本作配乐亦于2005年的英国学院游戏奖上荣获“最佳原声音乐”奖。
| 《杀手：契约》原声带 | 《杀手：契约》原声带    | 《杀手：契约》原声带 |
| 曲序                 | 曲目                    | 时长                 |
| -------------------- | ----------------------- | -------------------- |
| 1.                   | White Room & Main Title | 5:31                 |
| 2.                   | SWAT Team               | 3:58                 |
| 3.                   | Hong Kong Underground   | 4:43                 |
| 4.                   | Slaughter Club          | 8:51                 |
| 5.                   | Streets of Hong Kong    | 6:40                 |
| 6.                   | Double Ballers          | 2:36                 |
| 7.                   | Winter Night            | 3:34                 |
| 8.                   | Weapon Select Beats     | 1:40                 |
| 9.                   | 47 Detected             | 3:10                 |
| 10.                  | Invader                 | 3:41                 |
| 11.                  | Slaughterhouse          | 6:13                 |
| 12.                  | Sanitarium              | 4:29                 |
| 13.                  | Budapest Bath Hotel     | 5:23                 |
| 总时长：             | 总时长：                | 1:00:31              |

除了由加斯帕·基德创作的部分，游戏中还出现过以下曲目：
| 关卡   | 关卡名称                  | 歌手        | 歌曲                               | 时长 |
| ------ | ------------------------- | ----------- | ---------------------------------- | ---- |
| 第2关  | “The Meat King's Party”   | 保罗·安卡   | 《Put Your Head on My Shoulder》   | 2:37 |
| 第4关  | “Beldingford Manor”       | Dick Walter | 《A Different Kind of Love》       | 5:18 |
| 第5关  | “Rendezvous in Rotterdam” | 离合器乐队  | 《Immortal》                       |      |
| 第6关  | “Deadly Cargo”            | 纯粹合唱团  | 《Walking Dead》                   |      |
| 第12关 | “Hunter and Hunted”       | Faf Larage  | 《Le Souteneur (Monsieur Claude)》 |      |

## 发行
截至2009年4月，《杀手：契约》已在全球售出将近200万份。2013年1月，本作连同前作《杀手2：沉默刺客》和续作《杀手：血钱》的高清复刻版《杀手HD三部曲》于PlayStation 3和Xbox 360平台上发布。

## 评价
《杀手：契约》收获了多数正面的评价。好评主要围绕着游戏元素、画质和配乐的全面提升，以及更加阴暗的游戏氛围。批评者则认为本作缺乏大的改变创新，没能跳出先前作品的窠臼。